# Pietro Biginelli
Pietro Biginelli (Palazzolo Vercellese, 25 luglio 1860 – Roma, 15 gennaio 1937) è stato un chimico italiano.
Biginelli scoprì la reazione a tre componenti tra urea, estere acetacetico e un'aldeide aromatica nota come reazione di Biginelli. Ha anche studiato vari aspetti della chimica farmaceutica e tossicologica.

## Biografia
Biginelli nacque a Palazzolo Vercellese che all'epoca faceva parte del Regno di Sardegna. Studiò all'Università di Torino, seguendo il professor Icilio Guareschi, un noto chimico e storico della chimica. Nel 1885 era già iscritto al quarto anno del corso di chimica.
Dal 1891 iniziò a lavorare al laboratorio di chimica dell'Università di Firenze, dove due anni dopo sviluppò un metodo, noto come reazione di Biginelli. Nel 1897 era a Roma come privatdozent.
Nel 1901 Biginelli si trasferì come coadiutore al Laboratorio chimico della Medicina di Stato a Roma, dove lavorava come assistente di Bartolomeo Gosio,, un chimico noto per aver scoperto n gas volatile contenente arsenico noto come "gas di Gosio".
Biginelli lavorò come direttore del summenzionato Laboratorio chimico dal 1925 al 1928, quando lasciò il lavoro per limiti d'età.

## Interessi scientifici
Il primo lavoro scientifico conosciuto di Pietro Biginelli, in cui risulta come co-autore accanto al suo mentore Icilio Guareschi, era incentrato sulla sintesi e reattività della clorobromonaftalina.
Già all'Università di Firenze Biginelli descrisse una reazione a tre componenti tra urea, aldeide, e estere acetacetico, che fu prima interpretata non correttamente come se portasse alla formazione di alpha-benzuramido-crotonacetic ester, o di ethyl-alpha-salicyluramido-crotonate con una struttura aciclica a catena aperta. Tuttavia in seguito Biginelli si corresse ed ampliò i suoi studi iniziali, mostrando che i prodotti finali erano in realtà della pirimidine. Tuttavia non modificò il nome chimico presentato prima.
Un altro obiettivo delle sue ricerche emerse quando era assistente di Bartolomeo Gosio. In quel periodo si sapeva che alcuni tipi velenosi di arsenico volatile tendono a formarsi in muffe che crescono sulla carta da parati dipinta con vernici contenenti arsenico. Alla fine Gosio e Biginelli riuscirono a isolare e analizzare la specie; quando il "gas di Gosio" fu passato in una soluzione di  diluita in HCl (soluzione di Biginelli) si formo un precipitato cristallino.
Una piccola fiala del cloruro mercurico di Gosio/Biginelli è ancora conservata al Museo di storia della medicina a Roma. Sotto l'etichetta stampata “Laboratorio Batteriologico della Sanità Pubblica” c'è scritto a mano “arsina penicillare comp. mercurico”.
Dall'analisi di questo materiale e del gas stesso risultò che il gas era dietilarsina. Tuttavia in seguito si trovò che il gas scoperto da Gosio e Biginelli era in realtà trimetilarsina.
Pietro Biginelli dichiarò nel 1911 chi il tannino ha la formula C41H32O25 e che probabilmente è un glucoside. Queste conclusioni si basavano sulla proprietà che mostra il tannino di formare prodotti con acqua, alcol ed etere.